# Józef Stefan Szper
Józef Stefan Szper (ur. 1 lutego 1883 w Woli Wydrzynej, zm. 30 stycznia 1942 w Perth) – polski lekarz, chirurg.

## Życiorys
Urodził się 1 lutego (według innych źródeł 13 listopada, 13 lutego) 1883 roku w Woli Wydrzynej w powiecie noworadomskim, jako syn Ludwika i Adeli z domu Lange. Miał młodszego brata Ignacego (ur. 1890), siostrę i dwóch starszych braci, Leona i Władysława. Jego ojciec był dzierżawcą rolnym i później administratorem domów czynszowych w Warszawie. Uczęszczał do szkoły Liśkiewicza w Warszawie, potem do szkoły Pankiewicza, a od roku 1903 uczył się w College de Genéve. Dodatkowe egzaminy zdał w 1914 roku w Lublinie.
Studiował medycynę w Paryżu od 1911 do 1912 roku, dyplom otrzymany w 1912 roku nostryfikował w 1914 roku na Uniwersytecie św. Włodzimierza w Kijowie. Przez dwa lata pracował na Oddziale Chirurgii prof. Bernarda Cunéo w Paryżu, potem na Oddziale Wewnętrznym prof. Ferdinanda Widala, od 1914 do 1915 roku w lazarecie im. Sobańskich u dra Lewensterna, a następnie w szpitalu dla rannych w Hotelu Rzymskim u Wertheima. Specjalizował się w chirurgii i urologii.
Od 31 maja 1919 roku służył w Wojsku Polskim; najpierw jako kapitan lekarz w Szpitalu Polowym 114, potem (od 17 stycznia 1920) w baonie zapasowym 21, 14 stycznia 1920 został przeniesiony do Szpitala Polowego 114, następnie do Szpitala Polowego 905, a 29 października 1920 do Szpitala Polowego 306 w 7 Dywizji Piechoty. 13 grudnia 1921 roku został lekarzem baonu 21 pp, a 16 marca następnego roku został przeniesiony do rezerwy. W 1934 roku został rzecznikiem dyscyplinarnym Izby Lekarskiej Warszawsko-Białostockiej. Od września 1934 był ordynatorem oddziału chirurgicznego Szpitala na Czystem. Mieszkał przy ul. Nowogrodzkiej 19.
Brał udział w kampanii wrześniowej. Przedostał się do Rumunii, przez Jugosławię i Włochy dostał się do Francji. Uczestniczył w kampanii francuskiej w 1940 roku jako lekarz komendant pociągu lazaretowego. Razem z rannymi trafił do Anglii i do obozu w Crawford Castle. Zmarł 30 stycznia 1942 roku w Perth, pochowany jest na tamtejszym cmentarzu (grób 18C). Nekrolog ukazał się w „Lekarzu Wojskowym”.
Zaprzyjaźniony z rodziną Zofii Nałkowskiej. Był znajomym Michała Choromańskiego i pomagał mu przy pisaniu Zazdrości i medycyny. Leczył Bolesława Leśmiana. Dwukrotnie sportretował go (w 1929 i 1930) Witkacy.
Pierwszy raz ożenił się jako student w Paryżu. Potem był narzeczonym Eugenii Beylin, a po jej śmierci ożenił się z jej siostrą Marią (ur. 1892) i rozwiódł w 1919 roku. Syn Konstanty zmarł w wieku dwóch lat na błonicę. 30 października 1919 ożenił się po raz trzeci, z lekarką Natalią Emilią z Kamińskich (1896–1959). Mieli syna Andrzeja (1921–1985).

## Prace
- Dwa przypadki pęknięcia kiszki z ciężkiemi powikłaniami. Pam Klin Szpitala Dzieciątka Jezus 2, s. 138–141 (1918)
- Przypadek przepukliny pachwinowej z krwotokiem wewnętrznym. Pam Klin Szpitala Dzieciątka Jezus 2, s. 163–164 (1918)
- Przypadek ropnia płucnego z ciężkiemi powikłaniami. Pam Klin Szpitala Dzieciątka Jezus 2, s. 61–62 (1918)
- Leczenie chirurgiczne słoniowatości. Polski Przegląd Chirurgiczny 1, 1–2, s. 136–145 (1922)
- Przyczynek do etiologii zgorzeli prącia. Polski Przegląd Chirurgiczny 3, 1, s. 73 (1924)
- Sympaticektomia na kończynie dolnej. Polski Przegląd Chirurgiczny 3, 4, s. 387–390 (1924)
- Leczenie operacyjne raka warg (Odczyt). Polski Przegląd Chirurgiczny 6, 1, s. 179–182 (1927)
- Stany żółtaczkowe a chirurgja. Polski Przegląd Chirurgiczny 6, 2, s. 300–334 (1927)
- Ś. p. Andrzej Ciechomski. Warszawskie Czasopismo Lekarskie 5, 12, s. 328–329 (1928)
- Leczenie żylaków kończyn dolnych środkami chemicznemi. Medycyna Warszawska 4, 12, s. 382–384 (1930)
- Przypadek nadwichnięcia urazowego stawu biodrowego u dorosłego. Polski Przegląd Chirurgiczny 10, 4, s. 505–507 (1931)
- Symptomatologia raka trzustki. Polski Przegląd Chirurgiczny 10, 5–6, s. 660–672 (1931)
- Szper J., Modrzejewski Z. W sprawie choroby Reclus. Polski Przegląd Chirurgiczny 12, 4, s. 479–483 (1933)
- Postępowanie chirurgiczne i jego wyniki w kamicy żółciowej. Warszawskie Czasopismo Lekarskie 9, 33, s. 519–522, 34, s. 539–542 (1934)
- Fejgin M, Szper J. Przypadek zespołu Reynaud o niezwykłym przebiegu. Medycyna 9, 12, s. 427–428 (1935)
- Szper J, Dworecki I, Amsterdamski D. Pleuritis typhosa. Chirurgia Polska 3, 1, s. 48 (1938)
- Szper J, Dworecki I, Ciężar M. Przypadek zapalenia opłucnej, wywołany pałeczkami durowemi. Polski Przegląd Chirurgiczny 17, 1, s. 86–88 (1938)
- Szper J, Zeldowicz Ch, Ciężar M. W sprawie cięgotki (priapismus) i jej leczenia. Medycyna 12, 15, s. 583–586 (1938)